# Arocha rochai
Arocha rochai là một loài nhện trong họ Mimetidae.
Loài này thuộc chi Arocha. Arocha rochai được Cândido Firmino de Mello-Leitão miêu tả năm 1941.